# ISOHDFS 27
ISOHDFS 27 est la galaxie spirale la plus massive du champ profond de Hubble Sud. D'un diamètre de 130 000 années-lumière (a.l.), elle est située à environ 6 milliards d'a.l. de la Terre dans la constellation du Toucan.
La galaxie a une masse évaluée à 4 fois celle de la Voie lactée, ce qui en fait l'une des galaxies spirales les plus massives connues à ce jour.